# Crouseilles
Crouseilles ist eine französische Gemeinde mit 119 Einwohnern (Stand 1. Januar 2022) im Département Pyrénées-Atlantiques in der Region Nouvelle-Aquitaine (vor 2016: Aquitanien). Die Gemeinde gehört zum Arrondissement Pau und zum Kanton Terres des Luys et Coteaux du Vic-Bilh (bis 2015: Kanton Lembeye).
Der Name in der gascognischen Sprache lautet Croselhas.

## Geographie
Crouseilles liegt circa 45 Kilometer nordöstlich von Pau in der Region Vic-Bilh in der historischen Provinz Béarn an der östlichen Grenze zum benachbarten Département Hautes-Pyrénées auf einem Höhenzug zwischen den Tälern des Larcis und des Bergons.
Umgeben wird Crouseilles von den Nachbargemeinden:
| Arrosès         | Madiran (Hautes-Pyrénées)                   |                           |
| Aurions-Idernes | Kompassrose, die auf Nachbargemeinden zeigt | Madiran (Hautes-Pyrénées) |
| Séméacq-Blachon | Lasserre                                    | Bétracq                   |

Crouseilles liegt im Einzugsgebiet des Flusses Adour. Zwei seiner Nebenflüsse, der Bergons und der in der Gemeinde entspringende Saget, fließen durch das Gemeindegebiet. Auch ein Zufluss des Bergons, der Ruisseau de Serres, durchquert die Gemeinde. Der Larcis, ein Nebenfluss des Lées, markiert die südwestliche Grenze zur Nachbargemeinde Séméacq-Blachon.

## Geschichte
An der Stelle eines gallo-römischen Militärlagers entwickelte sich im Mittelalter das Dorf rund um eine von Gräben umgebende Erdhügelburg. Von den Unterlagen der Volkszählung im Jahre 1385 ist zu erfahren, dass die Burg anschließend vom Abt des Laienklosters als Wohnsitz genutzt wurde. Bei diesem Zensus wurden in Croselhes 15 Haushalte gezählt und die Zugehörigkeit zur Bailliage von Lembeye festgehalten.
Weitere Toponyme und Erwähnungen von Crouseilles waren Crozelha (14. Jahrhundert, Volkszählung im Béarn) und Crodselhes (1546, Manuskriptsammlung des Béarn).
Im 18. Jahrhundert drehte sich die Wirtschaft der Gemeinde rund um die Erzeugung on Qualitätsweinen. Im 19. Jahrhundert gab es einen Aufschwung des Handels mit Holzarbeiten von Cagots, einer Personengruppe, die vom 13. bis weit ins 19. Jahrhundert hinein in Spanien und Frankreich diskriminiert wurden und von den anderen Bewohnern getrennt leben mussten.
Auf der Karte von Cassini 1750 ist die Gemeinde als Crouseille eingetragen, wurde während der Französischen Revolution 1793 als Crouzeilles geführt, acht Jahre später während des Französischen Konsulats als Croseilles und schließlich als Crouseilles verwaltet.

### Einwohnerentwicklung
Nach Höchstständen der Einwohnerzahl in der ersten Hälfte des 19. Jahrhunderts mit fast 500 Einwohnern reduzierte sich die Zahl bei kurzzeitigen Wachstumsphasen bis heute um rund 70 % auf ein Niveau von rund 140 Bewohnern.
| Jahr      | 1962 | 1968 | 1975 | 1982 | 1990 | 1999 | 2006 | 2009 | 2022 |
| --------- | ---- | ---- | ---- | ---- | ---- | ---- | ---- | ---- | ---- |
| Einwohner | 185  | 173  | 153  | 142  | 152  | 140  | 152  | 145  | 119  |

## Sehenswürdigkeiten
- Ortskirche, gewidmet Johannes dem Täufer. Romanische Teile der heutigen Kirche, wie die Wände des Gebäudes und die halbrunde Apsis mit Kesselgewölbe, gehen bis auf das 12. Jahrhundert zurück. Die romanische Struktur hat die Kirche auch nach dem umfangreichen Umbauarbeiten im 18. Jahrhundert behalten. Es wird angenommen, dass das Seitenschiff und der Glockenturm als Eingangsvorbau im Jahr 1781 errichtet wurden, wie die auf dem Schlussstein über der Eingangstür gravierte Jahreszahl belegt.[8] Viele Ausstattungsgegenstände der Kirche stammen aus dem 17. bis 19. Jahrhundert und sind als nationale Kulturgüter registriert.[9]

- Schloss von Crouseilles. 1737 kaufte Jean de Dombidau, ein reicher Kaufmann aus Oloron, die Grundherrschaft von Crouseilles und entschloss sich, das bestehende, einfache Schloss neu zu bauen. Das neue Schloss, das in der Karte von Karte von Cassini eingetragen ist, wurde 1753 errichtet und blieb bis gegen 1870 im Besitz der Familie. Es handelt sich um ein zweistöckiges Gebäude, der Wohntrakt ist eingerahmt von zwei Pavillons und mit einem sogenannten Genoise-Dach gedeckt. Unterhalb des Schieferdachs sind drei Reihen von Dachziegeln angebracht, um Regenwasser von der Fassade abzuhalten. Heute ist das Schloss im Besitz der lokalen Genossenschaftskellerei zur Vermarktung der Weine der AOC Madiran, Béarn und Pacherenc du Vic-Bilh.[10][11]

## Wirtschaft und Infrastruktur

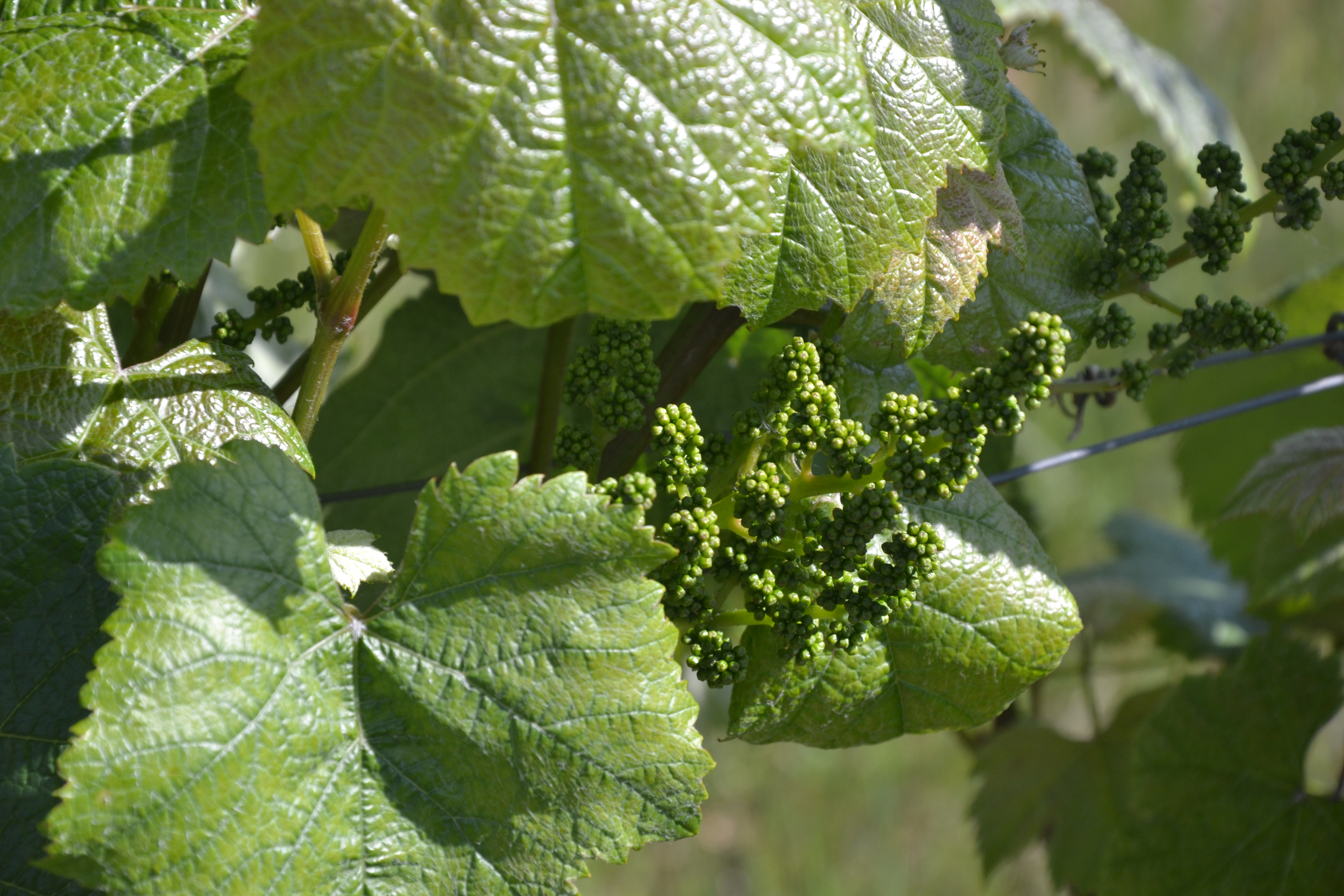
Rebstock auf einem Weinberg der AOC des Pacherenc du Vic-Bilh

Die Landwirtschaft, insbesondere der Weinbau, ist auch heutzutage der wichtigste Wirtschaftsfaktor. Crouseilles liegt in den Zonen AOC der Weinanbaugebiete des Béarn, Madiran und Pacherenc du Vic-Bilh.

### Verkehr
Crouseilles wird durchquert von den Routes départementales 139 und 292 und ist mit einer Linie des Busnetzes Transports 64 mit anderen Gemeinden des Départements verbunden.